# Johann Jenull

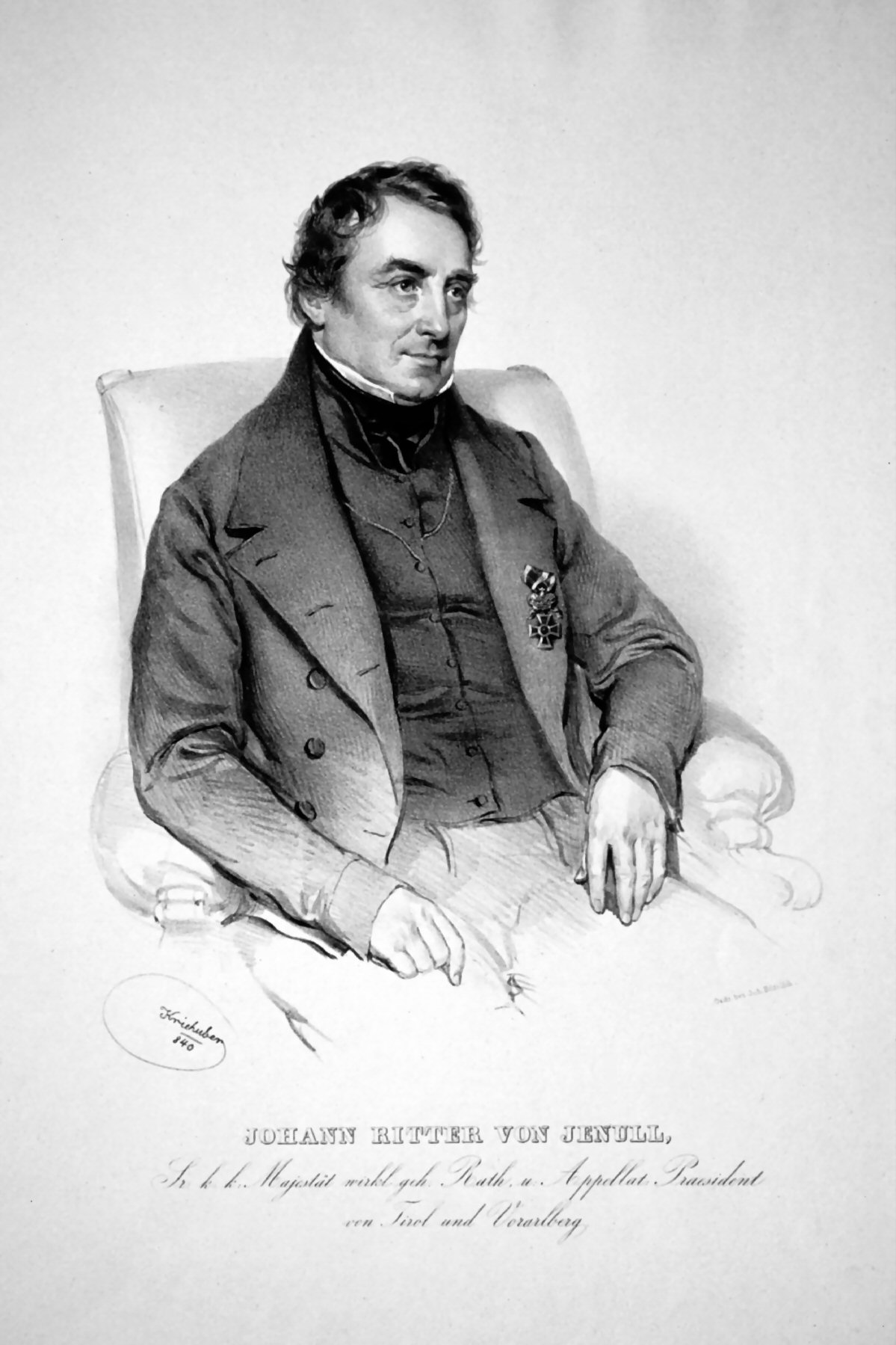
Johann Ritter von Jenull, Lithographie von Josef Kriehuber, 1840

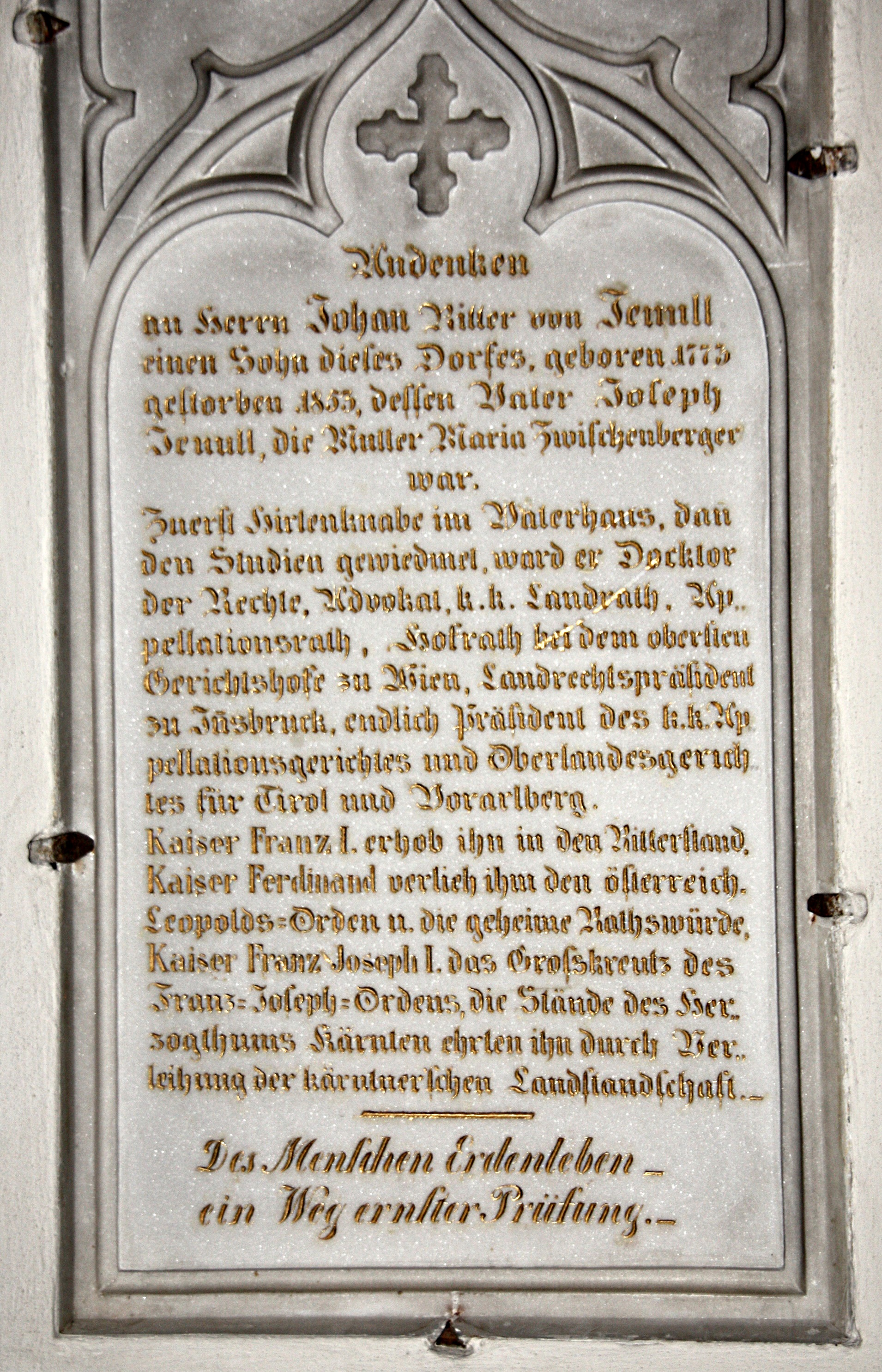
Epitaph für Johann von Jenull in der Pfarrkirche seines Geburtsortes Winklern

Johann Jenull (* 29. April 1773 in Winklern; † 3. April 1853 in Innsbruck), seit 1827 Ritter von Jenull, war ein österreichischer Jurist.

## Leben
Jenull entstammte dem Kleinbürgertum, sein Vater war Gastwirt. Dennoch gelang es ihm wie auch seinem Bruder Sebastian Jenull zu studieren, was in der damaligen Zeit eine seltene Ausnahmeerscheinung war. Jenull studierte zunächst Theologie, wechselte aber bald zur Jurisprudenz. Bereits 1800 schloss er sein Studium mit der Promotion zum Dr. juris ab.

## Berufliche Laufbahn
Am Anfang seiner Berufstätigkeit stand die Advokatur: Er wurde Rechtsanwalt. Da er sich aber bald als vorzüglicher Jurist erwies, wurde er 1815 in den Justizdienst übernommen. Er wurde zuerst in Klagenfurt, dann in Fiume und schließlich in Wien verwendet. Da er sich bewährte, wurde ihm schon 1826 die Präsidentschaft des k.k. Stadt- und Landrechts in Innsbruck übertragen. Von 1839 bis 1851 war er Präsident des Tiroler und Vorarlberger Appellationsgerichtshofes. Daneben wurde er auch noch Direktor der juridischen Studenten an der Universität Innsbruck und – ein Ehrenamt – Kurator des Museums Ferdinandeum. Für seine Verdienste wurde er 1827 in den erblichen österreichischen Ritterstand erhoben. 1838 erhielt er das Ritterkreuz des Leopold-Ordens, 1839 den Geheimratstitel und 1849 das Großkreuz des Franz-Joseph-Ordens.

## Schriftstellerische Tätigkeit
Johann Jenull hat sich neben seiner juristischen Arbeit für die Landeskunde seiner Heimat Kärnten besonders interessiert. Schon als noch junger Mann trat er mit historischen, landeskundlichen und auch belletristischen Veröffentlichungen hervor. In seiner Klagenfurter Zeit war er von 1814 bis 1815 Redakteur der Zeitschrift Carinthia, die unter seiner Regie aufblühte und für die er auch später zahlreiche historische und volkskundliche Beiträge verfasste.

## Veröffentlichungen
- Der Prostkogel und Radsberg bei Klagenfurt, 1816
- Die Heuernte zu Heiligenblut im Mölltale, 1817
- Reise der Königin Margarethe, Infantin von Spanien, von Madrid nach Wien, insbesondere in Kärnten im Jahre 1660, 1820